# Sinularia microspiculata
Sinularia microspiculata is een zachte koraalsoort uit de familie Alcyoniidae. De koraalsoort komt uit het geslacht Sinularia. Sinularia microspiculata werd in 1970 voor het eerst wetenschappelijk beschreven door Tixier-Durivault. 